# Pearl Studio
Pearl Studio (chinois : 东方梦工厂), anciennement Oriental DreamWorks, est une société de production américano-chinoise fondée en 2012 par DreamWorks Animation et des sociétés d'investissement chinoises. La société a pour objectif de produire des films d'animation et en prise de vue réelle pour une distribution en Chine et dans le monde entier.

## Historique

Logo original d'Oriental DreamWorks avant le changement de nom pour Pearl Studio

Le 17 février 2012, DreamWorks Animation annonce une coopération avec China Media Capital, Shanghai Media Group et Shanghai Alliance Investment pour la création d'une société de divertissement familial basé à Shangai, nommé Shanghai Oriental DreamWorks Film & Television Technology Co., Ltd., ou abrégé en Oriental DreamWorks. L'entreprise souhaite développer des films d'animations et de prise et vue réelle avec du contenu original chinois, pour une distribution en Chine et dans le monde. La société va aussi produire des parcs à thème, des jeux et produits de consommation. L'entreprise, détenue à 45 % par DreamWorks Animation, et à 55 % par les partenaires chinois, est créée le 6 août 2012 avec un capital de 350 millions de $,,.
En parallèle à ses propres productions, ODW distribue certaines productions de DWA. Ainsi, avec la sortie du film Les Croods en 2013, ODW est devenue la première entreprise en 20-30 ans à obtenir une licence pour exporter les films occidentaux.
La première production du studio est Kung Fu Panda 3, sorti le 29 janvier 2016 aux États-Unis, en co-production avec DWA. En outre, 1/3 du film a été réalisé en Chine. C'est la première fois qu'un film d'animation américain est co-réalisé avec une entreprise chinoise. L'équipe du film travaille en étroite collaboration avec la censure chinoise pour assurer la diffusion du film dans cet état.
La première production entièrement réalisé par le studio est prévu pour 2018.
Le 1er février 2018, CMC Capital Partners annonce avoir acquis la totalité d'Oriental DreamWorks. L'entreprise est alors renommée Pearl Studio. Universal Pictures et DreamWorks Animation collaborent cependant avec Pearl Studio pour le film Abominable (2019).

## Productions
- 2016 : Kung Fu Panda 3 (co-produit avec DreamWorks Animation) de Jennifer Yuh Nelson et Alessandro Carloni
- 2019 : Abominable (co-produit avec DreamWorks Animation) de Jill Culton et Todd Wilderman
- 2020 : Voyage vers la Lune de Glen Keane et John Kahrs
- 2023 : Le Roi singe d'Anthony Stacchi (en)